# Parque nacional Sir James Mitchell
El Parque nacional Sir James Mitchell es un parque nacional en Australia Occidental ubicado al sur de Perth. Es el parque más importante y un área de recreación pasiva de la parte sur de la ciudad. Antes de su desarrollo como zona verde el área fue utilizada como granjas para el mercado chino, pastizales de ganado y de caballos. Más recientemente, fuertes inversiones de los gobiernos locales, estatales y federales han permitido crear un área de espacio abierto al público de importancia regional.
Es una zona colindante a la rivera del río Swan, entre Narrows Bridge y Ellam Street, al sur de Perth. También se extiende para incluir aproximadamente cuatro hectáreas de tierra al oeste de Narrows Bridge. El parque se encuentra justo enfrente del distrito central de negocios de Perth, con vistas panorámicas hacia Perth, su área de negocios y Kings Park.

## Actividades recreativas
Las actividades terrestres más comunes son caminar, correr, montar en bicicleta, paseo de perros, pícnic y observación de aves. También se utiliza para eventos especiales como el Día de Australia Sky Show, que atrae a gran número de personas, y la Fiesta de la ciudad de Perth Sur.
Las actividades acuáticas incluyen navegación, esquí acuático, parapente, jet ski, pesca y pesca de cangrejos. Hay un servicio de ferry muy utilizado por viajeros y turistas. En las inmediaciones del parque se encuentran puntos de interés como el Boatshed Café, el Café Bellhouse, restaurantes en Mends Street, el viejo molino y el cercano parque zoológico de Perth.